# Demaoïsatie
Demaoïsatie is de term die wordt gebruikt voor het zich losmaken van het 'Mao-tse Toeng-denken' ofwel de ideologie van de Chinese leider Mao, zowel in de Volksrepubliek China als in de politieke partijen daarbuiten die zich met name tijdens en na de Culturele Revolutie op China oriënteerden.
In China betrof dit met name de rol van de Communistische Partij en het leger in de staat en de samenleving en uiteindelijk ook de economische hervormingen door een loslaten van ideologisch geïnspireerde economische principes of dogma's, terwijl ook de persoonscultus rond partijvoorzitter Mao ter discussie werd gesteld: het moest afgelopen zijn met diens status van halfgod
De term is bedacht analoog aan destalinisatie voor een dergelijke ontwikkeling na het overlijden van Stalin.

## Demaoïsatie in Nederland
In de Nederlandse politiek was met name een proces van demaoïsatie aan de orde in de Socialistische Partij, waarbij het aanvankelijk vooral ging om een niet-volgen van Chinese standpunten in de internationale politiek en vervolgens ook in een loslaten van de stereotiepe marxistische retoriek.
Historicus Gerrit Voerman spreekt over een "proces van demaoïsatie" in deze partij, dat reeds zou zijn ingezet in 1975, namelijk toen de SP tegenover de Chinese ambassadeur in Nederland haar ongerustheid uitte over de Chinese buitenlandse politiek Destijds trachtte de SP zich ook te profileren ten opzichte van de Kommunistiese Eenheidsbeweging Nederland, die wel vasthield aan het volgen van de Chinese standpunten inzake de buitenlandse politiek (zelfs tot aan adhesiebetuigingen aan de Rode Khmer in Cambodja toe) en het bezigen van de verstokte ideologische terminologie.
Dat proces zou verder voortgaan onder Jan Marijnissen, die na het overlijden van Daan Monjé in 1986 de dagelijkse leiding van de SP overnam. Anders dan zijn voorgangers was Marijnissen weinig geïnteresseerd in de vraag welke socialistische ideologie nu precies de meest correcte was. Het etiket maoïstisch verdween onder zijn leiding definitief uit beeld: politicoloog Ruud Koole schaarde de SP in 1995 nog slechts om historische redenen onder de communistische partijen.

## Voetnoten
1. ↑  J.P.JAIN After Mao what? Army, party and group rivalries in China, uitg. Radiant Publishers, New Delhi (1975) en Martin Robertson, Londen (1976) ISBN 0 85520 118 5
2. ↑  Roger GARSIDE Coming alive - China after Mao, uitg.McGraw-Hill, New York (1981) ISBN 0 07 022914 7
3. ↑  Liu BINYAN & Perry LINK (red.) People or monsters? and other stories and reportage from China after Mao, uitg. Indiana University Press, Bloomington (1983) ISBN 0 253 34329 1 en ISBN 0 253 20313 9
4. ↑  Parris H. CHANG The de-Facto de-Maoisation, in: Quadrant vol. 22 (1978), afl. 11 (nov), pag. 26
5. ↑  China: The demaoisation process, in: Far Eastern economic review; vol. 94 (1976), afl. 47 (nov), pag. 8
6. ↑  Sanjib Kumar ACHARYA An examination of the eleventh and twelfth national congresses of the CPC : the period of de-maoisation, in: China report (1985)
7. ↑  Roger GARSIDE Coming alive - China after Mao, hoofdstuk 3 Mao: the making and unmaking of a demigod, pag. 43-64
8. ↑  Gerrit Voerman (1984). De "rode jehova's": een geschiedenis van de Socialistiese Partij. In Jaarboek 1984 DNPP. Groningen: Documentatiecentrum Nederlandse Politieke Partijen.
9. ↑  Ruud Koole (1995). Politieke partijen in Nederland: ontstaan en ontwikkeling van partijen en partijstelsel. Utrecht: Het Spectrum.